# Zalarnaca pulcherrima
Zalarnaca pulcherrima är en insektsart som beskrevs av Andrej Vasiljevitj Gorochov 2008. Zalarnaca pulcherrima ingår i släktet Zalarnaca och familjen Gryllacrididae. Inga underarter finns listade i Catalogue of Life.